# Hoco
Hoco és el nom vulgar d'un grup d'ocells de la família dels cràcids (Cracidae), a l'ordre dels gal·liformes (Galliformes). Són quatre gèneres, tres dels quals estan restringits a l'àrea tropical d'Amèrica del Sud i l'altre (Crax) al nord de Mèxic. Aquest quatre gèneres formen un clade, al que freqüentment li el donen categoria de subfamília: cracins (Cracinae). A vegades s'inclou també als cracins els gèneres Oreophasis i Ortalis. També s'anomenen hocos les espècies del gènere Crax

## Taxonomia
Aquesta subfamília es classifica en 4 gèneres i 16 espècies:
- - Gènere Nothocrax, amb una espècie, l'hoco nocturn (Nothocrax urumutum).
  - Gènere Crax, amb 8 espècies.
  - Gènere Mitu, amb 4 espècies.
  - Gènere Pauxi, amb tres espècies.